# PayPal
PayPal là một công ty hoạt động trong lĩnh vực thương mại điện tử, chuyên cung cấp các dịch vụ thanh toán và chuyển tiền qua mạng Internet. Đây là dịch vụ thanh toán và chuyển khoản điện tử thay thế cho các phương thức truyền thống sử dụng giấy tờ như séc và các lệnh chuyển tiền. PayPal thu phí thông qua thực hiện việc xử lý thanh toán cho các hãng hoạt động trực tuyến, các trang đấu giá, và các khách hàng doanh nghiệp khác. Vào tháng 10 năm 2002, eBay đã mua lại toàn bộ PayPal. Trụ sở chính của PayPal hiện đặt tại khu các công ty con của eBay trong toà nhà North First Street, thung lũng Silicon, San Jose, California. PayPal cũng có các hoạt động quan trọng tại Omaha, Nebraska; Dublin, Ireland; và Berlin, Đức.

## Lịch sử.

### Lịch sử ban đầu
PayPal đã được thành lập vào tháng 12 năm 1998 với tên ban đầu là Confinity, một công ty phát triển phần mềm bảo mật cho các thiết bị cầm tay được thành lập bởi Max Levchin, Peter Thiel, Luke Nosek và Ken Howery. Vào năm 1999, PayPal được phát triển và thành lập như một dịch vụ chuyển tiền tại Confinity, một công ty phát triển phần mềm bảo mật cho các thiết bị cầm tay, được tài trợ bởi John Malloy từ BlueRun Ventures.
Trong tháng 3 năm 2000, Confinity sáp nhập với X.com, một công ty ngân hàng trực tuyến được thành lập bởi Elon Musk. Musk chia sẻ rằng ông đã rất lạc quan về sự thành công trong tương lai của doanh nghiệp chuyển tiền Confinity. Bill Harris (đồng nghiệp của musk), không đồng ý và rời công ty tháng năm 2000. Trong tháng 10 năm đó, Musk quyết định rằng X.com sẽ chấm dứt các hoạt động ngân hàng Internet khác của nó và chỉ tập trung vào các dịch vụ chuyển tiền PayPal. Công ty X.com sau đó được đổi tên thành PayPal vào năm 2001, và mở rộng nhanh chóng trong suốt cả năm cho đến khi giám đốc điều hành công ty quyết định đưa PayPal ra sử dụng công cộng vào năm 2002. IPO của PayPal được liệt kê dưới mã PYPL với giá khởi điểm $13 một cổ phiếu và kết quả là đã tạo ra hơn 61 triệu USD.

### Công ty con của eBay (2002–2014)
Ngay sau khi PayPal IPO, eBay đã mua lại công ty này vào ngày 3 tháng 10 năm 2002, với giá 1,5 tỷ đô la cổ phiếu eBay. Hơn 70 phần trăm tất cả các cuộc đấu giá của eBay chấp nhận thanh toán bằng PayPal và khoảng 1 trong 4 danh sách đấu giá đã đóng được giao dịch qua PayPal. PayPal đã trở thành phương thức thanh toán mặc định được phần lớn người dùng eBay sử dụng và dịch vụ này cạnh tranh với công ty con Billpoint của eBay, cũng như c2it của Citibank, PayDirect của Yahoo! và Google Checkout.
Năm 2005, PayPal đã mua lại giải pháp thanh toán VeriSign để cung cấp hỗ trợ bảo mật bổ sung. Năm 2007, PayPal công bố quan hệ đối tác với MasterCard, dẫn đến việc phát triển và ra mắt dịch vụ PayPal Secure Card, một phần mềm cho phép khách hàng thực hiện thanh toán trên các trang web không chấp nhận trực tiếp PayPal. Đến cuối năm 2007, công ty đã tạo ra 1,8 tỷ đô la doanh thu. Vào tháng 1 năm 2008, PayPal đã mua lại Fraud Sciences, một công ty khởi nghiệp tư nhân của Israel phát triển các công cụ rủi ro trực tuyến, với giá 169 triệu đô la. Vào tháng 11 năm 2008, công ty đã mua lại Bill Me Later, một công ty tín dụng giao dịch trực tuyến.
Năm 2013, PayPal đã mua lại IronPearl, một công ty khởi nghiệp tại Palo Alto chuyên cung cấp phần mềm tương tác, và Braintree, một cổng thanh toán có trụ sở tại Chicago, nhằm thúc đẩy phát triển sản phẩm và dịch vụ di động.

### Tách ra từ eBay (2014–nay)
Ngày 30 tháng 9 năm 2014, eBay đã công bố rằng eBay sẽ tách PayPal thành một công ty đại chúng riêng biệt, một động thái được ông trùm quỹ đầu cơ Carl Icahn yêu cầu vào năm 2013. Việc tách ra đã hoàn tất vào ngày 18 tháng 7 năm 2015. Dan Schulman là chủ tịch kiêm giám đốc điều hành hiện tại, với cựu giám đốc điều hành eBay John Donahoe giữ chức chủ tịch. Vào ngày 31 tháng 1 năm 2018, eBay đã công bố "Sau khi thỏa thuận eBay-PayPal hiện tại kết thúc vào năm 2020, PayPal sẽ vẫn là tùy chọn thanh toán cho người mua sắm trên eBay, nhưng sẽ không được ưu tiên hơn các tùy chọn thẻ ghi nợ và thẻ tín dụng như hiện nay. PayPal sẽ ngừng xử lý thanh toán bằng thẻ cho eBay tại thời điểm đó." Công ty sẽ "thay vào đó bắt đầu làm việc với Adyen có trụ sở tại Amsterdam".
Vào tháng 8 năm 2023, PayPal đã ra mắt một đồng tiền ổn định đô la Mỹ, được gọi là PayPal USD (PYUSD) để thanh toán và chuyển khoản. Vào tháng 11 năm 2023, có thông báo rằng SEC đã mở một cuộc điều tra pháp lý đối với cả PayPal và Paxos, quỹ tín thác chịu trách nhiệm phát hành đồng tiền ổn định này. PayPal cho biết họ đang hợp tác với trát đòi hầu tòa từ Ban thực thi pháp luật của SEC.[71] Vào tháng 10 năm 2023, có thông báo rằng PayPal đã bán công ty con hậu cần ngược của mình, Happy Returns cho UPS với số tiền không được tiết lộ.
Vào năm 2024, các giám đốc điều hành của PayPal đã thông báo rằng công ty đặt mục tiêu khôi phục tăng trưởng cho các sản phẩm thanh toán mang thương hiệu của mình trong bối cảnh cạnh tranh ngày càng gia tăng từ các công ty công nghệ lớn, sau khi điều chỉnh tăng dự báo lợi nhuận cả năm.

## Dịch vụ
Các dịch vụ của PayPal cho phép mọi người thực hiện giao dịch tài chính trực tuyến bằng cách cấp khả năng chuyển tiền điện tử giữa các cá nhân và doanh nghiệp. Thông qua PayPal, người dùng có thể gửi hoặc nhận thanh toán cho các cuộc đấu giá trực tuyến trên các trang web như eBay, mua hoặc bán hàng hóa và dịch vụ, hoặc quyên góp tiền hoặc nhận quyên góp. Không nhất thiết phải có tài khoản PayPal để sử dụng các dịch vụ của công ty. Một số bao bì có thể đi kèm với số theo dõi. Người dùng tài khoản PayPal có thể đặt tùy chọn chuyển đổi tiền tệ trong cài đặt tài khoản. Ứng dụng PayPal có sẵn trực tuyến hoặc tại iTunes App Store và Google Play. Một năm sau khi mua lại Braintree, PayPal đã giới thiệu dịch vụ "One Touch", cho phép người dùng thanh toán bằng tùy chọn một chạm trên các trang web hoặc ứng dụng của các thương gia tham gia.
Vào tháng 11 năm 2009, PayPal đã mở một phần nền tảng của mình, cho phép các dịch vụ khác truy cập vào nhiều API hơn và sử dụng cơ sở hạ tầng của mình để cho phép các giao dịch trực tuyến ngang hàng. Vào ngày 28 tháng 11 năm 2011, PayPal báo cáo rằng Black Friday đã mang lại mức tương tác di động kỷ lục, bao gồm mức tăng 538% về khối lượng thanh toán di động toàn cầu khi so sánh với Black Friday năm 2010. Vào năm 2012, công ty đã ra mắt "PayPal Here", một hệ thống thanh toán di động dành cho doanh nghiệp nhỏ bao gồm sự kết hợp giữa ứng dụng di động miễn phí và đầu đọc thẻ nhỏ cắm vào điện thoại thông minh.
Năm 2013, PayPal đã ra mắt ứng dụng cập nhật cho iOS và Android, mở rộng khả năng của ứng dụng di động bằng cách cho phép người dùng tìm kiếm các cửa hàng và nhà hàng địa phương chấp nhận thanh toán PayPal, đặt hàng trước tại các địa điểm tham gia và truy cập vào tài khoản PayPal Credit của họ (trước đây gọi là Bill Me Later).
Tính đến năm 2022, PayPal hoạt động tại 202 thị trường và có 426 triệu tài khoản đang hoạt động, đã đăng ký. PayPal cho phép khách hàng gửi, nhận và giữ tiền bằng 25 loại tiền tệ trên toàn thế giới.

## Chỉ trích và tranh cãi
Năm 2003, PayPal tự nguyện ngừng làm trung gian thanh toán giữa các trang web cờ bạc và khách hàng trực tuyến của họ. Vào thời điểm ngừng hoạt động này, PayPal là bộ xử lý thanh toán lớn nhất cho các giao dịch cờ bạc trực tuyến.
Năm 2010, PayPal tiếp tục chấp nhận các giao dịch như vậy, nhưng chỉ ở những quốc gia mà cờ bạc trực tuyến là hợp pháp và chỉ dành cho các trang web được cấp phép hoạt động hợp lệ tại các khu vực pháp lý nói trên. Kể từ ít nhất năm 2005, PayPal đã duy trì chính sách Sử dụng có thể chấp nhận được, chính sách này không cho phép "các giao dịch liên quan đến... các mặt hàng bị coi là khiêu dâm... [hoặc] một số tài liệu hoặc dịch vụ có định hướng tình dục". Việc thực thi chính sách này của họ luôn là nguồn gây tranh cãi giữa PayPal và những người trong hoặc liên quan đến ngành công nghiệp tình dục.
Năm 2014, PayPal đã thông báo cho nhà cung cấp dịch vụ đăng ký Patreon rằng họ sẽ ngừng tích hợp với Patreon như một nền tảng do Patreon cho phép "nội dung dành cho người lớn" trên nền tảng của họ. Sau đó, Patreon đã xóa quyền truy cập vào các dịch vụ PayPal đối với những người sáng tạo nội dung khiêu dâm.
Vào tháng 9 năm 2018, PayPal đã cấm người dẫn chương trình phát thanh Alex Jones và trang web InfoWars của anh ta, với lý do trang web của anh ta có nội dung thù hận và phân biệt đối xử với một số nhóm tôn giáo nhất định.
Vào ngày 14 tháng 11 năm 2019, PayPal đã ngừng thanh toán cho các người mẫu Pornhub, một trang web chia sẻ video khiêu dâm lớn nhất thế giới, cáo buộc rằng "Pornhub đã thực hiện một số khoản thanh toán kinh doanh thông qua PayPal mà không xin phép chúng tôi". Pornhub chỉ trích quyết định này là quyết định ảnh hưởng đến "hơn một trăm nghìn người biểu diễn phụ thuộc vào họ để kiếm sống" và hướng người nhận tiền của mình sang các tùy chọn thanh toán khác.
Vào tháng 9 năm 2020, PayPal đã ban hành các điều khoản dịch vụ mới, trong đó áp dụng mức phí cho các tài khoản không hoạt động tại 19 quốc gia. PayPal đã gửi cho khách hàng của mình một email về các điều khoản đã cập nhật, nhưng không đề cập đến việc áp dụng mức phí như vậy.
Vào tháng 7 năm 2021, PayPal đã công bố kế hoạch hợp tác với Trung tâm về chủ nghĩa cực đoan của Liên đoàn chống phỉ báng (Anti-Defamation League), Liên đoàn công dân Mỹ Latinh thống nhất và một số tổ chức phi lợi nhuận khác để phân tích các giao dịch của người dùng, nhằm điều tra tình hình tài chính của các nhóm cực đoan và thù hận ở Hoa Kỳ và chia sẻ kết quả với cơ quan thực thi pháp luật, các nhà hoạch định chính sách và các tập đoàn tài chính khác; Giám đốc điều hành của ADL, Jonathan Greenblatt, tuyên bố rằng sáng kiến này nhằm mục đích giúp "giảm thiểu các mối đe dọa cực đoan". Vào tháng 9 năm 2022, PayPal đã đóng tài khoản của nhà bình luận xã hội người Anh Toby Young và hai tổ chức có liên quan: Liên minh tự do ngôn luận (Free Speech Union) và trang web The Daily Sceptic. PayPal cho biết các tài khoản đã bị đóng do vi phạm chính sách sử dụng được chấp nhận của mình, rõ ràng là do thông tin sai lệch bị cáo buộc về vắc-xin COVID-19. PayPal đã đảo ngược quyết định sau đó vài ngày.
Vào tháng 10 năm 2022, PayPal đã công bố bản cập nhật cho chính sách sử dụng được chấp nhận của họ, bao gồm khoản tiền phạt 2.500 đô la cho các tài khoản của người dùng mà PayPal cho là đã quảng bá "thông tin sai lệch". Cựu chủ tịch PayPal David A. Marcus đã chỉ trích sự thay đổi này, đăng dòng tweet rằng "AUP mới của PayPal đi ngược lại mọi thứ tôi tin tưởng". Elon Musk, đồng sáng lập X.com, sau này sáp nhập với Confinity để thành lập PayPal, cũng chỉ trích sự thay đổi này. Sau khi bị giới truyền thông giám sát và chỉ trích trên mạng xã hội, PayPal đã xóa chính sách đã cập nhật khỏi trang web của họ, tuyên bố rằng: "Một thông báo AUP gần đây đã được đưa ra do nhầm lẫn, bao gồm thông tin không chính xác. PayPal không phạt mọi người vì thông tin sai lệch và ngôn ngữ này không bao giờ có ý định được đưa vào chính sách của chúng tôi. Các nhóm của chúng tôi đang nỗ lực để sửa các trang chính sách của mình".